# Friedrich Paschen
Louis Karl Heinrich Friedrich Paschen (1865-1947) là nhà vật lý người Đức. Ông là người tìm ra dãy Paschen. Ông cũng là người đưa ra khái niệm đường cong Paschen trong bài viết Über die zum Funkenübergang trong Luft, Wasserstoff und Kohlensäure bei verschiedenen Drucken erforderliche Potentialdifferenz.